# Roshel Senator
Der Roshel Senator ist ein gepanzertes Fahrzeug, welches auf Basis eines Ford F-550 von Roshel in Kanada produziert wird. Als Manschaftstransportwagen (engl. APC) ist er auf den Transport von bis zu 10 Personen und ihres Schutzes vor Leicht- und Kleinwaffen ausgelegt.
Entwickelt wurde der Senator für den Einsatz als hochmobiles Mehrzwecktransportfahrzeug zur Friedenssicherung und Strafverfolgung auf der Straße und im Gelände. Dabei werden verschiedene austauschbare Module angeboten, darunter Varianten zur medizinische Evakuierung, Aufstandsbekämpfung, als Führungs- und Kontrollzentrum, Kampfmittelbeseitigung, ABC-Abwehr und Aufklärung.
Vom Hersteller wird er hauptsächlich als Mannschaftstransportwagen klassifiziert.

## Geschichte
Die Produktion des Senators begann im April 2018 mit ersten Auslieferungen am Ende des Jahres.
2020 wurden die Astronauten Bob Behnken und Doug Hurley auf dem Weg zum historischen SpaceX Demo-2 Testflug einer Crewdragon Raumkapsel zur ISS in Senator Fahrzeugen transportiert.
Im Mai 2022 wurden im Rahmen von militärischen Hilfspaketen Kanadas die ersten acht Senator Fahrzeuge in die Ukraine geliefert. Bis Ende des Jahres waren bereits 100 Fahrzeuge geliefert und es wurde berichtet, das beispielsweise der ukrainische Grenzschutz sie einsetzt. Damit wurde der Ukraine-Krieg zum ersten Kampfeinsatz des Senators.
In Reaktion auf die hohe Nachfrage, plante der Hersteller Roshel die Produktion für 2023 auf 1000 Fahrzeuge zu steigern.
Im Januar 2023 kündigte Kanada die Lieferung von 200 Senator Fahrzeugen im Wert von 90 Millionen kanadischen Dollar als Teil eines neuen Hilfspakets für die Ukraine an. Im selben Monat gab der Innenminister des Kanton Tuzla aus Bosnien und Herzegovina bekannt, vier Exemplare für die Polizei bestellt zu haben.
Bis 10. Juli 2023 wurden nach einem Bericht von defence-blog.com insgesamt 550 Senator an die ukrainische Armee ausgeliefert.
Am 21. Oktober 2023 wurden weitere Fahrzeuge an die Ukraine übergeben, die damit nun über 750 Senator verfügte.
Am 21. Dezember 2023 wurde der 1.000 Senator an die Ukrainische Armee übergeben.
Bis März 2025 hat Roshel 1.700 Senator an die Ukraine geliefert. 10 % davon wurden von Kanada bezahlt und 90 % von anderen Staaten und auch der Ukraine selbst. Ein Fahrzeug kostete damals etwa 600.000 US-Dollar. Die rund 500 Mitarbeiter von Roshel produzierten mittlerweile etwa 120 Fahrzeuge im Monat.

## Kampfeinsätze
Der Roshel Senator wird von der Ukraine in hohen Stückzahlen im Russisch-Ukrainischen Krieg eingesetzt.
Senator Fahrzeuge waren in der Kursk-Offensive im August 2024 aktiv.
Laut dem Oryx-Blog gingen bis Anfang Juni 2025 mindestens 113 Senator verloren. Davon werden sechs als beschädigt, sechs als beschädigt und verlassen sowie elf als von der russischen Armee erbeutet geführt. 90 Fahrzeuge wurden demnach zerstört.

## Nutzer

Karte der Nutzerstaaten des Roshel Senator

- Bosnien und Herzegowina – Als Fahrzeuge für die Polizei. Vier Stück für das Kanton Tuzla im Januar 2023.[8] Fünf Fahrzeuge für die Polizei von Sarajevo und zwei für den Staat.[15]
- Costa Rica[16]
- Südkorea[16]
- Ukraine – Stand März 2025 wurden über 1.700 Fahrzeuge an die Ukraine ausgeliefert.[17]
- Vereinigte Staaten
  - NASA[18]

### Inoffiziell
- Russland – mindestens 8 Fahrzeuge wurden von russischen Truppen in der Ukraine erbeutet.[19][20][21]

## Varianten
- Senator APC: Original Version ab 2018 mit eine viertürigen SUV-Karosserie, einer einzelnen Hecktür und Platz für bis zu 10 Passagiere
  - Senator Emergency Response Vehicle: Variante für Einsätze der Polizei mit CEN B7 Schutz, Sirene und externen Kameras.[22]
  - Senator Pickup: Variante für den Frachttransport mit erhöhter Nutzlast von 3500 kg.[23]
  - Senator Medical Evacuation Vehicle: Variante für die Evakuierung von Verwundeten, die für einen besseren Einstieg eine größere Doppeltür am Heck besitzt, sowie ein Luftfiltersystem, während die Waffenstationen auf dem Dach entfernt wurden.[24]
  - Senator Explosive Ordnance Disposal: Variante zur Kampfmittelbeseitigung mit einer verstärkten Rampe am Heck für den Einsatz von Robotern zur Bombenentschärfung sowie einem höheren Dach, um mehr Platz für Spezialausstattung zu schaffen.[25]
- Senator MRAP: Variante zum Einsatz als Mine-Resistant Ambush Protected Vehicle, die erstmals 2023 vorgestellt wurde. Sie hat eine stark veränderten Aufbau mit zwei Türen und Platz für noch maximal 8 Passagiere. Der Senator MRAP hat einen doppelten V-förmigen Unterboden für besseren Schutz vor Minen und IEDs und ist nach STANAG 4569 Level II ballistisch und Level III Explosionsschutz zertifiziert.[26]